# Konidaráta
Konidaráta, en grec moderne : Κονιδαράτα, est un village sur l'île de Céphalonie, en Grèce.
Selon le recensement de 2011, la population de Konidaráta compte 24 habitants.